# Maria Giudice
Maria Giudice (Codevilla, 27 aprile 1880 – Roma, 5 febbraio 1953) è stata una giornalista, attivista e sindacalista italiana.

## Biografia

### Primi anni
Maria Giudice nacque a Codevilla il 27 aprile 1880 da Ernesto ed Ernesta Bernini.
Studiò a Pavia, dove ottenne il diploma magistrale e intraprese il tirocinio professionale a Voghera; si avvicinò anche alla politica iscrivendosi al Partito Socialista italiano (PSI). L'incontro con Ernesto Majocchi la introdusse nell'ambiente giornalistico: Giudice curava Donna che piange, l'appendice della rivista di Majocchi, L'uomo che ride. Collaborò anche con il periodico Eva.

### Impegno sindacale
Nel 1902, già conosciuta ed affermata firma del giornalismo, venne attenzionata dalla polizia per la sua attività di propaganda tra le operaie tessili dove, proprio a Voghera, teneva numerosi comizi. L'anno seguente diventa Segretaria della Camera del Lavoro di Voghera e viene mandata dal partito PSI in Emilia a dirigere la Camera del Lavoro di Borgo San Donnino.
Qui, dopo aver pubblicato un articolo sugli eccidi di Torre Annunziata su “La Parola dei lavoratori”, venne condannata a diversi mesi di carcere, ma, essendo incinta del suo primo figlio, si rifugiò in Svizzera dove, già nel 1903, si era recata per supportare le attività lavorative degli emigrati italiani, in particolare del settore tessile.
Maria in questo periodo conobbe l'anarchico Carlo Civardi con cui instaurò una “libera unione”, da cui nacquero sette figli.
In Svizzera conobbe Lenin e Mussolini e, soprattutto, quella che divenne una grande amica e collega, Angelica Balabanoff, con la quale ideò e realizzò il quindicinnale Su Compagne!. Tema centrale per Giudice fu l'emancipazione delle donne data dalla libertà economica. Non fu favorevole alla creazione di una organizzazione femminista a sé perché convinta che l'emancipazione femminile dipendesse da un reale miglioramento, morale ed intellettuale, della società, che avrebbe garantito alle donne pari condizioni di vita con gli uomini.

### Arresti ed amnistie
Nel 1905, rientrata in Italia, venne arrestata, ma dopo qualche mese fu rilasciata per amnistia. Nonostante i ripetuti arresti, continuò la sua costante attività di propaganda. Nel 1910 accettò l'incarico di maestra elementare a Musocco, nella provincia lombarda, un'attività che lasciò definitivamente nel 1913 quando, a causa di un dissidio con l'organizzazione scolastica, venne licenziata.. Già dal 1912 aveva ripreso infatti la sua attività da pubblicista con La Difesa delle lavoratrici per cui si firmava con lo pseudonimo di Magda.
Nel 1913 si trasferì in Piemonte, a Borgo Sesia, dove proseguì il suo impegno nella redazione de La Campana socialista. Eletta Segretaria della Federazione socialista valsesiana, fu alla testa della “Lega rossa”, lo sciopero che provocò forti tumulti in Valsesia nelle regioni del tessile, per il quale viene arrestata .
Nel 1916, il Partito Socialista le chiese di trasferirsi in Piemonte, dove andò a dirigere la Camera del Lavoro di Torino: era la prima volta che una donna ricopriva quella carica. Divenne anche Segretaria della Federazione Torinese del PSI, mentre continuò il suo impegno giornalistico come direttrice, prima di Gramsci, del Grido del Popolo.
Allo scoppio della Prima Guerra Mondiale assunse posizioni anti interventiste e, sempre nel 1916, finì per questo motivo di nuovo in carcere per aver dimostrato pubblicamente e senza autorizzazione il suo disappunto in un comizio a Torino insieme a Umberto Terracini. Quello fu il primo comizio organizzato dallo scoppio della Guerra: Giudice sosteneva che il conflitto fosse voluto dai signori per meri scopi economici.
Nel 1917, durante i moti che scoppiarono per la mancanza di pane e che degenerarono in scontri con la polizia causando più di cinquanta morti, Maria, diventata la prima donna di spicco del giornalismo torinese, fu arrestata e ritenuta colpevole davanti al Tribunale Militare che la condannò a tre anni di carcere; fu amnistiata e poté uscire nel 1919. Rimasta vedova del compagno Carlo Civardi, morto nel frattempo sul fronte per lo scoppio di una bomba a mano, l'anno seguente, nel 1920, venne mandata in Sicilia dal Partito Socialista Italiano, convinto che la sua capacità di propaganda potesse servire a spronare le contadine all'azione. In quello stesso anno fu Presidente del Congresso regionale socialista, aperto e presieduto da lei.
Nel 1922, durante un suo comizio a Lentini, la polizia sparò e uccise due donne, ma i contadini reagirono scontrandosi con la polizia. Ritenuta la responsabile della sommossa, venne accusata di istigazione a delinquere ed eccitamento all'odio di classe; venne quindi arrestata, ma prosciolta nel 1923 e rilasciata.
Le sue posizioni antifasciste la misero sotto attenzione dal regime, che nel 1927 la ammonì, giudicandola “pericolosa”, e la mise sotto vigilanza. Da qui fino al secondo dopoguerra Maria si dedicò solo ad aspetti culturali, leggendo e studiando soprattutto il greco e il latino; la sua casa divenne ritrovo di giovani intellettuali e di oppositori, un salotto in cui si tenevano conversazioni che toccavano sia temi politici che letterari: la figlia ha raccontato che si passava a parlare con disinvoltura da Rosa Luxemburg a romanzi di Dostoevskij.
In Sicilia conobbe l'avvocato socialista Giuseppe Sapienza a cui si legò fino alla sua scomparsa e da cui ebbe la figlia Goliarda. Insieme fondarono il giornale L’Unione che continuò ad essere stampato nonostante gli attentati incendiari, ben due, che subirono.
Nel 1920 Maria, in pieno centro a Palermo, pronunciò l'orazione funebre del Segretario degli Operai metallurgici, Giovanni Orcel, assassinato dalla mafia il 14 ottobre in una via centrale di Palermo. Nella notte tra il 30 aprile e il 1° maggio 1921, a Palermo, quando la sede della Federazione dei Metallurgici venne data alle fiamme, Giuseppe e Maria, residenti in un appartamento limitrofo, riuscirono a mettersi in salvo scendendo dal balcone usando un lenzuolo. Quindi, nel 1921, la coppia, che non si sposò mai, si trasferì a Catania, dove Maria fece parte della Camera del Lavoro della città e continuò con la sua attività propagandistica, tanto che i buoni risultati delle elezioni regionali dell'anno prima indussero i vertici del partito ad incaricarla della composizione della delegazione siciliana al Congresso Nazionale di Livorno, in quanto ormai ritenuta una prestigiosa dirigente di livello nazionale.

### Trasferimento a Roma
Nel 1941 si trasferì a Roma con la sua famiglia per permettere alla figlia Goliarda Sapienza di frequentare la Reale Accademia di Arte Drammatica diretta da Silvio D'Amico. Qui ebbe la possibilità di riprendere i contatti con i dirigenti antifascisti, partecipando alla Resistenza e redigendo anche fogli clandestini ciclostilati.

### Unione delle Donne
Nel 1944 firmò l'atto di fondazione dell'Unione Donne italiane (UDI), mentre nel 1945, con la sua amica e collega Balabanoff, delineò un ritratto del dittatore da poco deposto e da lei conosciuto anni prima durante la sua fuga in Svizzera: l’opera si intitolò Il traditore Mussolini. Nel 1947 diede il suo sostegno all'iniziativa di scissione socialdemocratica di Palazzo Barberini.

### Ultimi anni
Afflitta già agli inizi degli anni '40 da perdite di memoria presumibilmente dovute alla Malattia di Alzheimer, morì il 5 febbraio 1953 a Roma. Ai funerali partecipò una grande folla, tra cui Sandro Pertini, Umberto Terracini e Giuseppe Saragat.

## Opere
- "La nostra idea", Tipografia sociale Morello, Biella 1903;
- "La nostra religione", Tip. Verderi, Lugano, 1904;
- "La Spiga", ed. Avanti!, Milano, 1921;
- "I vivi: Fantasia", Tip. Strano, Catania, 1932;
- "Nicolo Alongi", Tip. Perna, Palermo, 1944;
- "Il traditore Mussolini”, in "Piccole curiosità non del tutto inutili a sapersi",  A. Balabanoff, Avanti!, Roma-Milano, 1945.

Numerosi sono anche gli articoli che scrisse per quotidiani e riviste nella sua attività di giornalista.